# جون كيبيت كويش
جون كيبيت كويش (مواليد 23 أغسطس 1995) عداء مسافات طويلة بحريني الجنسية كيني المولد متخصص في سباق 3000 متر موانع. حصل على ذهبية في بطولة آسيا لألعاب القوى 2015. أفضل رقم قياسي له هو 8:14.75 دقيقة في عام 2015.
بدأ كويش أول مشاركة على المستوى الوطني في سباق الموانع في عام 2012 ثم في بطولة الناشئين الوطنية. فاز بسباق هيركوليز في ذلك العام. في العام التالي فاز في بطولة كينيا لألعاب القوى بينما حل عاشرا في التصفيات المحلية المؤهلة إلى بطولة العالم لألعاب القوى 2013. حقق أفضل رقم قياسي له بزمن قدره 8:16.96 دقيقة في بطولة ستوكهولم باوهاوس ألعاب القوى عندما حل سادسا. استطاع الوصول إلى التصنيف العشرين على مستوى العالم في هذه السنة.
قرر كويش الهجرة إلى البحرين في سبتمبر 2013.
في موسم 2014 نافس على نطاق واسع في سباقات المضمار والميدان. حل وصيفا لجاكوب أرابتاني في سباق الجائزة الذهبية الكبرى في اليابان ثم حقق أفضل رقم شخصي له في هذا العام بزمن قدره 8:19.99 دقيقة في بيدغوشتش وقد أدى إلى وضعه ضمن أفضل خمسة وعشرين رياضي على مستوى العالم لهذا العام وفي التصنيف الثاني على مستوى فئة الشباب.
في الدوري الماسي 2014 حل عاشرا في لقاء أثليتيسيما وثالث عشر في لقاء هيركوليز. تم اختياره لتمثيل قارة آسيا في كأس العالم لألعاب القوى 2014 حيث حل خامسا.
في البطولة العربية لألعاب القوى 2015 التي عقدت في البحرين غاب عن منصة التتويج بحلوله رابعا. بعد شهر شارك في تحدي بكين لألعاب القوى العالمي وقدم أداء أقوى بتحقيقه زمن قدره 8:14.75 دقيقة حيث حل ثالثا. حقق أول لقب كبير بعد فترة وجيزة في بطولة آسيا لألعاب القوى 2015 عندما حصل على ذهبية سباق الموانع ليخلف مواطنه طارق مبارك طاهر.

## الإنجازات المهمة
| العام | البطولة                      | الملعب              | المركز | السباق         | الزمن         |
| ----- | ---------------------------- | ------------------- | ------ | -------------- | ------------- |
| 2014  | كأس العالم لألعاب القوى      | مراكش، المغرب       | 5      | 3000 متر موانع | 8:28.96 دقيقة |
| 2015  | البطولة العربية لألعاب القوى | مدينة عيسى، البحرين | 4      | 3000 متر موانع | 8:31.35 دقيقة |
| 2015  | بطولة آسيا لألعاب القوى      | ووهان، الصين        | 1      | 3000 متر موانع | 8:27.03 دقيقة |
| 2015  | بطولة العالم لألعاب القوى    | بكين، الصين         | 15     | 3000 متر موانع | 8:38.62 دقيقة |

## روابط خارجية
- جون كيبيت كويش على موقع الاتحاد الدولي لألعاب القوى (الإنجليزية)
- جون كيبيت كويش على موقع أوليمبيديا (الإنجليزية)